# 西川吉之助
西川 吉之助（にしかわ よしのすけ、1874年9月3日 - 1940年7月18日）は、日本の教育者。大正から昭和初期に日本の聾学校／聾教育に口話教育の普及を推進した教育者。大阪市立聾学校（学校名は当時。現在は大阪府立中央聴覚支援学校）校長の高橋潔とは、『手話の高橋、口話の西川』と対比された。

## 経歴
1874年、滋賀県蒲生郡八幡町（現・近江八幡市）生まれ。父は八十二郎、母はきち（西川吉輔の五女）。東京の私立商業素修学校卒業後、1895年に私立小樽商業夜学校を設立するが2年で廃校となる。その後、西川傳右衛門家を継ぎ、西川貞二郎の長女・君と結婚した。
元からの教育者ではなく、耳が聴こえない三女の濱子（はま子）のために始めた口話法が当時の社会で評判を博したため、教育者の道に進んだ人物である。財産家（実家は滋賀県近江八幡で、北海道のニシン漁を営んでいた）であり、自身も外国語（英語・ドイツ語）に堪能であった。

## 口話法教育を始めた理由
娘の濱子の耳が聞こえないことが判明した時、聴覚障害者に理解のない当時の日本で、どうしたら(音声)日本語を用いて社会自立できるように育てられるかを考えだ末、当時、アメリカで開発された oral education methodを日本に広めようと考え『口話法』として、その展開に生涯をかけた。西川吉之助自身の言葉は次の通りである。
「手真似により筆談に依らなければ、他と交渉のできない濱子を他人の前に同伴する場合直ちに人は濱子を唖と賎しむでせう。劣者弱者欠陥者に同情の念の薄いのが日本人です。出来るならば私は我が愛する濱子に此の辱を受けさせたく有りませんのみならず進んで誰とでも談笑し普通学校にも学びえられ智力が許すならば高等学校にも学びえられ智力が許すならば高等の学問も修めさせて世人から欠陥を持つ少女として取扱はれない様にしてやりたいのが私の希望です。左様とするのは発音法に依つて教育するのが一法ある計りだと存じました」（『口話式聾教育』1925年）

## 口話法の指導者としての歩み
1919年（大正8年）
3歳の娘、濱子の耳が聴こえないことが判明する。アメリカの聾教育専門誌「ヴォルタ・レヴュー(Volta Review)」に広告が掲載されていた口話法の通信教育の講義録を取り寄せて、独学で勉強を始める。
1920年（大正9年）
娘の濵子に口話法での発音指導や絵日記指導などの言語指導を開始する。
1925年（大正14年）
自宅前に「西川聾口話教育研究所」を開設する。また、名古屋市立聾唖学校の橋村徳一、東京聾唖学校の川本宇之介と知り合う。
西川吉之助、川本宇之介、橋村徳一によって「日本聾口話普及会」が発足し、手話を一切認めない『純粋口話法』を導入する運動が始まる。
1927年（昭和2年）
濱子と共に、口話法の啓蒙活動を始める。中でも、NHK大阪放送局のラジオ番組への出演は大きな反響を得る。
1928年（昭和3年）
「西川聾口話教育研究所」を閉所する。
この年に新設された滋賀県立聾話学校の校長に就任。
西川吉之助が設立に努力した日本聾口話普及会の会長に徳川義親侯爵が就任。
1931年（昭和6年）
日本聾口話普及会が財団法人「聾教育振興会」（現在の聴覚障害者教育福祉協会）となり、西川吉之助はその理事に就任
1940年（昭和15年）
7月18日、自死により逝去。

## 関連人物
- 川本宇之介
- 橋村徳一
- 西川はま子
- 高橋潔